# マリン・チリッチ
マリン・チリッチ（Marin Čilić, 1988年9月28日 - ）は、ユーゴスラビア（現ボスニア・ヘルツェゴビナ領）・メジュゴリエ出身のクロアチアの男子プロテニス選手。ATPランキング自己最高位はシングルス3位、ダブルス49位。これまでにATPツアーでシングルス21勝を挙げている。身長198cm、体重89kg。右利き、バックハンド・ストロークは両手打ち。
2014年全米オープン男子シングルス、2016年ウエスタン・アンド・サザン・オープン男子シングルス優勝者。2017年ウィンブルドン選手権男子シングルス、2018年全豪オープン男子シングルス準優勝者。

## 選手経歴

### ジュニア時代
チリッチはボスニアのヘルツェゴヴィナにあるメジュゴリエという人口4000人ほどの小さな町に三兄弟の長男として生まれる。後に東京オリンピックでダブルスを組んで銀メダルを獲得することになるイワン・ドディグも同出身地である。
カトリック教会として育ち、父親は自分の息子たちは「生まれてきたときからスポーツに恵まれている」と信じていた。7歳のときからドイツに住んでいた従兄弟と共にテニスを始めた。
2004年にゴラン・イワニセビッチの勧めで、15歳のときに当時のコーチであるボブ・ブレッドと共にイタリアのサンレモに移り、トレーニングを行う。そのころから世界中のITF男子サーキットを巡り、グランドスラムジュニアの部で活躍する。ジュニアの自己最高世界ランキングは2位。
クロアチア代表になる前はボスニア・ヘルツェゴビナ代表としてテニスをしていた。

### 2005年 プロ転向
ジュニア時代の戦績としては2005年全仏オープン男子ジュニアシングルス部門優勝、同年の世界スーパージュニアテニス選手権大会単複優勝などがある。2005年にプロ入り。この頃から、彼は同国の先輩選手ゴラン・イワニセビッチ、マリオ・アンチッチのコーチとしても知られたボブ・ブレットのコーチを受け始める。

### 2006年 トップ100入り
デビスカップ2006からのデビスカップクロアチア代表入りを果たす。この年はスイス・オープン・グシュタードで早くもATPツアーベスト4に進出するなどの活躍があり、同年末にはランキングを100位台に乗せた。

### 2007年 トップ75入り
2007年にはチャイナ・オープンとサンクトペテルブルク・オープンの2大会で、当時世界ランキング4位につけていたニコライ・ダビデンコを倒す活躍があり、シングルスランキング71位でこのシーズンを終えた。

### 2008年 ツアー初優勝
2008年は年初のチェンナイ・オープンでベスト4の好成績を収めた後、全豪オープンで4大大会に初出場した。この大会では1回戦で第27シードのニコラス・アルマグロを破って波に乗り、一気にジェームズ・ブレークとの4回戦まで勝ち進んだ。この年はウィンブルドンでも4回戦に進出し、アルノー・クレマンに3-6, 5-7, 2-6で敗れた。
8月北京五輪にクロアチア代表として選出され、フェルナンド・ゴンサレスとの2回戦まで進出した。翌週に行われた全米オープン最後の前哨戦パイロット・ペン・テニスで、チリッチは決勝で大会前年度準優勝者のマーディ・フィッシュを6-4, 4-6, 6-2で下し、ツアー初優勝を遂げた。これらの活躍により、全米オープンで初めて「第30シード」に選出され、ノバク・ジョコビッチとの3回戦まで進出した。

### 2009年 全米ベスト8

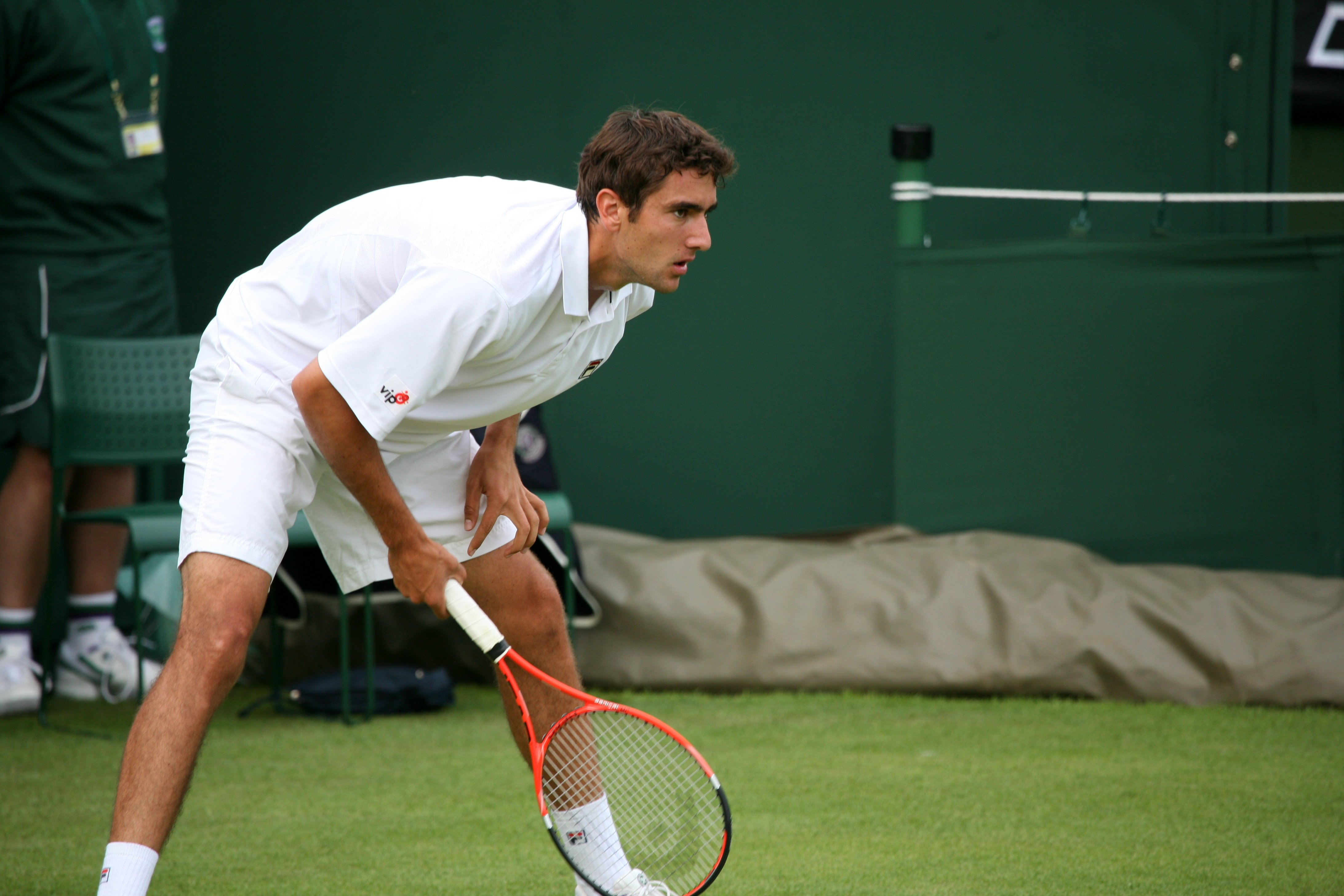
2009年ウィンブルドン選手権でのマリン・チリッチ

2009年は1月のチェンナイ・オープンと2月のPBZザグレブ・インドアでシングルス優勝を果たす。この年は全仏オープンで初の4回戦進出を果たした後、全米オープンのベスト8進出があった。4回戦で前年度準優勝者のアンディ・マリーを7-5, 6-2, 6-2で破ったチリッチは、続く準々決勝でフアン・マルティン・デル・ポトロに6-4, 3-6, 2-6, 1-6で敗れた。

### 2010年 全豪ベスト4 トップ10入り
2010年エアセル・チェンナイ・オープン決勝でスタニスラス・ワウリンカを破って大会2連覇を達成。この後、チリッチは全豪オープンで初のベスト4進出を決めた。4回戦では、前年の全米準々決勝で敗れたデルポトロを5-7, 6-4, 7-5, 5-7, 6-3のスコアで倒し、準々決勝では第7シードのアンディ・ロディックに7-6(4), 6-3, 3-6, 2-6, 6-3で勝って、上位シード選手を2人連破した。初進出の準決勝ではアンディ・マリーに6-3, 4-6, 4-6, 2-6で敗れ、決勝進出を逃した。全豪オープン終了後、チリッチは世界ランキング10位に入り、初の世界トップ10入りを果たした。

### 2011年 ツアー6勝目
2011年7月の地元クロアチア・オープンでは単複で決勝に進出。シングルスではアレクサンドル・ドルゴポロフに4–6, 6–3, 3–6、ロブロ・ゾブコと組んだダブルスでもイタリアのボレリ/フォニーニ組に3–6, 7–5, 7–10で敗れともに準優勝となった。10月のチャイナ・オープンでも決勝に進出したが、トマーシュ・ベルディハに6–3, 4–6, 1–6で敗れた。10月末のサンクトペテルブルク・オープンの決勝でヤンコ・ティプサレビッチを6–3, 3–6, 6–2 で破りツアー6勝目を挙げた。

### 2012年 ツアー8勝目
2012年6月のエイゴン選手権ではダビド・ナルバンディアンの失格により7勝目を挙げた。地元でのクロアチア・オープンではマルセル・グラノリェルスを6–4, 6–2で破り8勝目を挙げた。

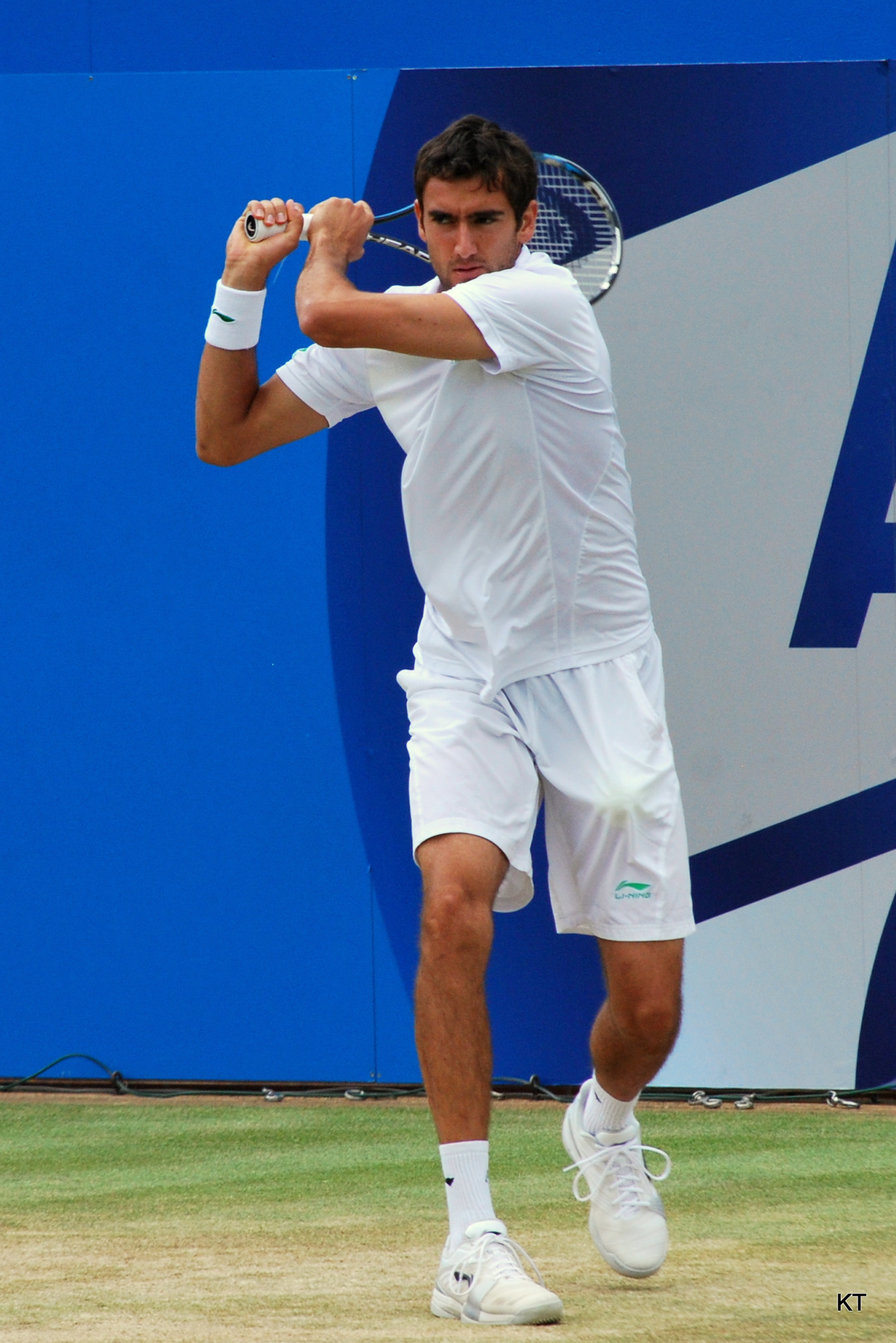
2012年クイーンズ・クラブ選手権でのマリン・チリッチ

ロンドン五輪で2度目のオリンピックに出場した。シングルスでは2回戦でレイトン・ヒューイットに4-6, 5-7で敗れた。イワン・ドディグと組んだダブルスではベスト8に進出している。全米オープンでは3年ぶりのベスト8に進出した。準々決勝ではアンディ・マリーに6–3, 6–7, 2–6, 0–6で敗れた。

### 2013年 出場停止処分
2013年5月のBMWオープンでのドーピング検査で禁止薬物に陽性反応を示した。9月に2014年1月末まで9ヶ月の出場停止処分を受けた。チリッチはスポーツ仲裁裁判所に異議を申し立てて、4ヶ月間に短縮され、11月のBNPパリバ・マスターズから復帰した。

### 2014年 GS初制覇・全米優勝
2014年から母国の先輩ゴラン・イワニセビッチをコーチに迎えた。地元のPBZザグレブ・インドアやデルレイビーチ国際テニス選手権で優勝し復調を見せた。

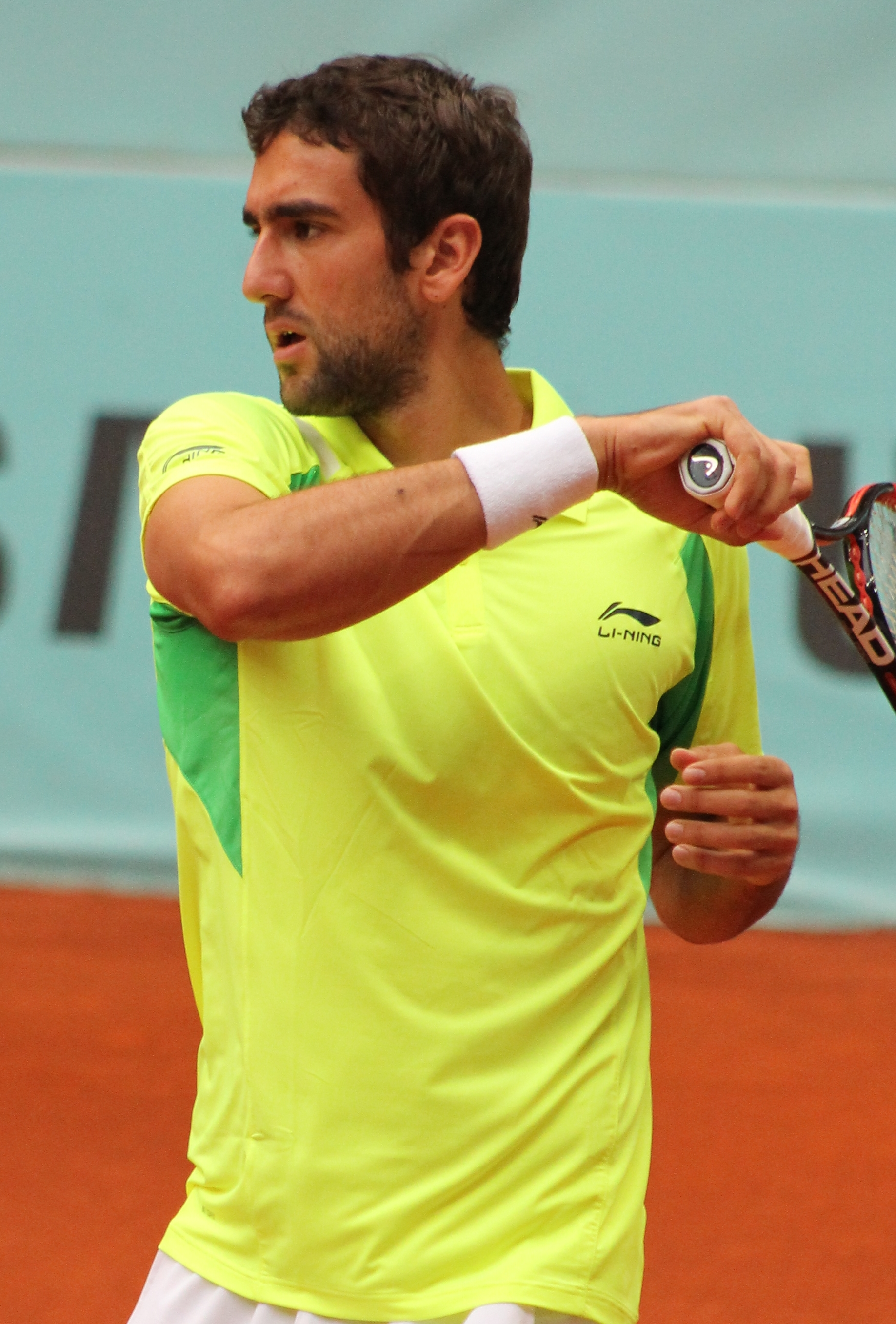
2014年マドリード・オープンでのマリン・チリッチ

ウィンブルドン選手権で3回戦で第6シードのトマーシュ・ベルディハに7-6(5), 6-4, 7-6(6)で勝利し自身初のベスト8進出。準々決勝でも第1シードのノバク・ジョコビッチに1-6, 6-3, 7-6(4), 2-6, 2-6と敗れるも善戦した。
続く北米マスターズ2大会でも善戦し、第14シードで全米オープンを迎えた。全米オープンでは4回戦でジル・シモンに5-7,7-6,6-4,3-6,6-3で4時間13分の激闘の末勝利してベスト8進出を果たすと、準々決勝でベルディハを6-2, 6-4, 7-6で、準決勝でロジャー・フェデラーを6-3, 6-4, 6-4といずれもストレートで下し4大大会では自身初の決勝進出。決勝では、第5シードのミロシュ・ラオニッチ、第3シードのスタン・ワウリンカ、第1シードのジョコビッチを撃破してこちらも自身初めてグランドスラム決勝に進出した錦織圭と互いに初優勝をかけて対戦し、6-3, 6-3, 6-3で破り、グランドスラム初優勝を果たした。大会後のランキングで9位に浮上。さらに10月13日付のランキングで自己最高の8位に浮上した。
その後、調整の為、休養に入り、10月中旬から開催されたクレムリン・カップに出場。決勝まで順調に進出し、ロベルト・バウティスタ・アグートに6ｰ4,6ｰ4で破り、この年4勝目を挙げ、自身初のATPワールドツアー・ファイナルズの切符を手に入れた。ATPワールドツアー・ファイナルズではジョコビッチ、ベルディハ、ワウリンカに敗れた。年間最終ランキングは9位。

### 2015年 ツアー14勝目
全豪オープンは肩の怪我のため欠場。3月のBNPパリバ・オープンで復帰。4月のモンテカルロ・マスターズでマスターズでは約2年ぶりのベスト8。
全仏オープンでは3回戦までストレート勝ちで5年ぶりの4回戦に進出するも、ダビド・フェレールにストレート負けした。ウィンブルドン選手権では2回戦でリチャルダス・ベランキスに6-3, 4-6, 7-6(6), 4-6, 7-5のフルセットで、3回戦ではジョン・イズナーに7-6(4), 6-7(6), 6-4, 6-7(4), 12-10の日没サスペンデッドを挟んだ接戦に勝利など厳しい勝ち上がりながら2年連続のベスト8入り。準々決勝では第1シードのジョコビッチに6-4, 6-4, 6-4でストレート負けした。8月のシティ・オープンでは準決勝で錦織圭と昨年の全米オープン以来の再戦し、6-3, 1-6, 4-6で敗れた。
前回優勝の全米オープンでは準々決勝でジョー＝ウィルフリード・ツォンガに6-4, 6-4, 3-6, 6-7(3), 6-4で勝利し、2年連続の準決勝進出。準決勝でジョコビッチに0-6, 1-6, 2-6で完敗した。10月のクレムリン・カップでは決勝でロベルト・バウティスタ・アグートを破り連覇。

### 2016年 マスターズ初優勝
全豪オープンでは3回戦でロベルト・バウティスタ・アグートに4-6, 6-7(5), 5-7で敗れた。
2月の南フランス・オープン、ABNアムロ世界テニス・トーナメントではそれぞれ2回戦でアレクサンダー・ズベレフ、準々決勝でフィリップ・コールシュライバーに敗れた。オープン13では決勝でニック・キリオスに敗れた。
3月のBNPパリバ・オープンでは4回戦で世界ランク10位のリシャール・ガスケに勝利し、ベスト8に進出するも、準々決勝でダビド・ゴファンに敗れた。
4月からのクレーコートシーズンは怪我のため欠場を続けていたがジュネーブ・オープンで復帰。準決勝でダビド・フェレールに7-5, 7-5で勝利し決勝進出。決勝ではスタン・ワウリンカに4-6, 6-7(11)で敗れ、準優勝となった。大会後の世界ランキングで10位に復帰。しかし全仏オープンでは初戦でマルコ・トルンヘジーティに6-7(4), 6-3, 4-6, 2-6で敗れた。
ウィンブルドンでは3年連続ベスト8に進出。準々決勝でロジャー・フェデラーから2セット先取し、第4セットでは3度のマッチポイントまで追い込むも、7-6(4), 6-4, 3-6, 6-7(9), 3-6で敗れた。
7月にゴラン・イワニセビッチとのコーチ関係を解消、8月、ヨナス・ビョルクマンをコーチに迎えた。
リオ五輪のシングルスでは3回戦でガエル・モンフィスに敗れた。翌週のシンシナティ・マスターズでは3回戦で第6シードのトマーシュ・ベルディハに勝利。準々決勝で同じクロアチアのボルナ・チョリッチが第2セットで棄権し、自身初のマスターズ1000ベスト4に進出。準決勝でグリゴール・ディミトロフに4-6, 6-3, 7-5で勝利し、マスターズでは初めての決勝に進出を決めた。決勝ではアンディ・マリーに6-4, 7-5で勝利し、マスターズ初優勝を果たした。全米オープンでは3回戦でジャック・ソックに4-6, 3-6, 3-6で敗れた。上海マスターズではシングルスでは初戦敗退したが、ダブルスではマテ・パビッチと組んでベスト4に進出した。スイス・インドアでは決勝で錦織圭に6-1, 7-6で勝利しATPワールドツアー・500シリーズ初優勝を果たした。続くBNPパリバ・マスターズでは3回戦でゴファンに初勝利を上げ、2年ぶりのATPワールドツアー・ファイナル出場を決めた。準々決勝ではジョコビッチに15回目の挑戦で6-4, 7-6(2)で初勝利を上げた。準決勝ではジョン・イズナーに敗れた。ATPワールドツアー・ファイナルズではマリー、スタン・ワウリンカに敗れるも、第3戦で錦織圭に勝利し、ATPワールドツアー・ファイナルズ初勝利をあげた。
デビスカップではクロアチアのエースとして起用される。1回戦の前回準優勝国ベルギー戦では第1試合でキマー・コッペヤンスに勝利するが、相手のエースゴファンに4-6, 4-6, 6-3, 7-5で敗れたが、第5試合でチョリッチが勝利し、クロアチアは3-2で勝利した。準々決勝のアメリカ戦では第1試合でジャック・ソックに4-6, 3-6, 6-3, 6-4, 6-4で逆転負けし、クロアチアも0-2で追い込まれた。しかし、第3試合のダブルスでイワン・ドディグと組んで起用されると、ブライアン兄弟組を6-2, 2-6, 6-2, 6-4で勝利。第4試合では相手のエースイズナーを7-6(9), 6-3, 6-4で勝利。さらに第5試合でチョリッチがソックに勝利し、クロアチアは逆転で準決勝進出を果たす。準決勝のフランス戦では第2試合でリュカ・プイユに勝利。第3試合ではドディグと組んで、世界ランク1,2位ペアのエルベール/マユ組に7-6(6), 5-7, 7-6(6), 6-3で勝利をあげる。第4試合でもリシャール・ガスケに6-3, 6-2, 7-5で勝利し、クロアチアの決勝進出を決めた。決勝ではアルゼンチンと対戦。第1試合でフェデリコ・デルボニスに6-3, 7-5, 3-6, 1-6, 6-2で勝利。第3試合のダブルスはドディグと組んで、7-6(2), 7-6(4), 6-3で勝利。第4試合はフアン・マルティン・デル・ポトロから第1,2セットを取り、第3セット5-5まで追い詰めるも、そこからデルポトロが逆転し、7-6(4), 6-2, 5-7, 4-6, 3-6で敗れた。第5試合でデルボニスがイボ・カルロビッチに勝利したため、アルゼンチンが優勝、クロアチアは準優勝となった。年間最終ランキングは自己最高の6位となった。

### 2017年 ウィンブルドン準優勝
全豪オープンでは第7シードとして出場するも、2回戦でダニエル・エバンスに6-3, 5-7, 3-6, 3-6で敗れた。南フランス・オープンではダスティン・ブラウンに初戦敗退。ABNアムロ世界テニス・トーナメントでは準々決勝でジョー＝ウィルフリード・ツォンガに敗れた。メキシコ・オープンでは準決勝でラファエル・ナダルに敗退。春の北米マスターズではテイラー・フリッツとジェレミー・シャルディー相手に2大会連続の初戦敗退を喫した。
モンテカルロ・マスターズでは準々決勝でアルベルト・ラモス＝ビノラスに敗れた。イスタンブール・オープンでは第1シードミロシュ・ラオニッチを下して優勝。マドリード・オープンではアレクサンダー・ズベレフに初戦敗退。ローマ・マスターズではジョン・イズナーに準々決勝で敗退。全仏オープンではフェリシアーノ・ロペスやケビン・アンダーソンらを下して初のベスト8入りをしたものの準々決勝で第3シードのスタン・ワウリンカに3-6, 3-6, 1-6のストレートで敗れた。
クイーンズ・クラブ選手権では決勝に進出したがフェリシアーノ・ロペスに敗れて、準優勝。ウィンブルドン選手権は第7シードで出場。準決勝では世界ランク1位及び第1シードのアンディ・マリーを破ったサム・クエリーに勝利して初の決勝進出を果たす。決勝でロジャー・フェデラーに3-6, 1-6, 4-6のストレートで敗れて準優勝。2度目のグランドスラム優勝はならなかった。
全米オープンでは3回戦で第29シードのディエゴ・シュワルツマンに6-4, 5-7, 5-7, 4-6で敗退するも、9月11日付のランキングで初のトップ5入り。ジャパン・オープンでは準決勝でアドリアン・マナリノに敗れた。10月の上海マスターズでベスト4に入りして、準決勝でラファエル・ナダルに敗れたが、10月16日付のランキングで自己最高の4位を記録した。スイス・インドアでは準決勝でフアン・マルティン・デル・ポトロに敗れた。パリ・マスターズでは準々決勝でジュリアン・ベネトーに敗れた。
2017年Nitto ATPファイナルズではグループステージでロジャー・フェデラー、ジャック・ソック、アレクサンダー・ズベレフらに全敗して、ラウンドロビン敗退となった。年間最終ランキングは6位。

### 2018年 全豪準優勝 デビス杯初優勝 世界3位
全豪オープンでは第6シードとして出場。準々決勝で第1シードのラファエル・ナダルを3-6, 6-3, 6-7(5), 6-2, 0-2の時点で棄権したため、ベスト4入り。準決勝ではカイル・エドマンドを6-2, 7-6(4), 6-2のストレートで破って初の決勝進出を果たす。決勝では第2シードのロジャー・フェデラーに2-6, 7-6(5), 3-6, 6-3, 1-6で敗れて準優勝となったが、この大会でフェデラーから唯一セットを獲得した。これにより、翌週付の世界ランキングを自己最高の3位とした。
BNPパリバ・オープンでは2回戦でフィリップ・コールシュライバーに、マイアミ・オープンでは4回戦でジョン・イズナーに敗れた。欧州クレーコートシーズン初戦である第2シードとして出場したモンテカルロ・マスターズでは準々決勝に進出したものの錦織圭に2年半ぶりに敗北した。この大会でひざを痛め、ムチュア・マドリード・オープンは欠場した。BNLイタリア国際では初のベスト4入りするも、アレクサンダー・ズベレフに敗れた。第3シードとして迎えた全仏オープンでは4回戦で第18シードのファビオ・フォニーニに6-4, 6-1, 3-6, 6-7(4), 6-3のフルセットで勝利して2年連続で準々決勝に進出するが、第5シードのフアン・マルティン・デル・ポトロに6-7(5), 7-5, 3-6, 5-7で敗れた。

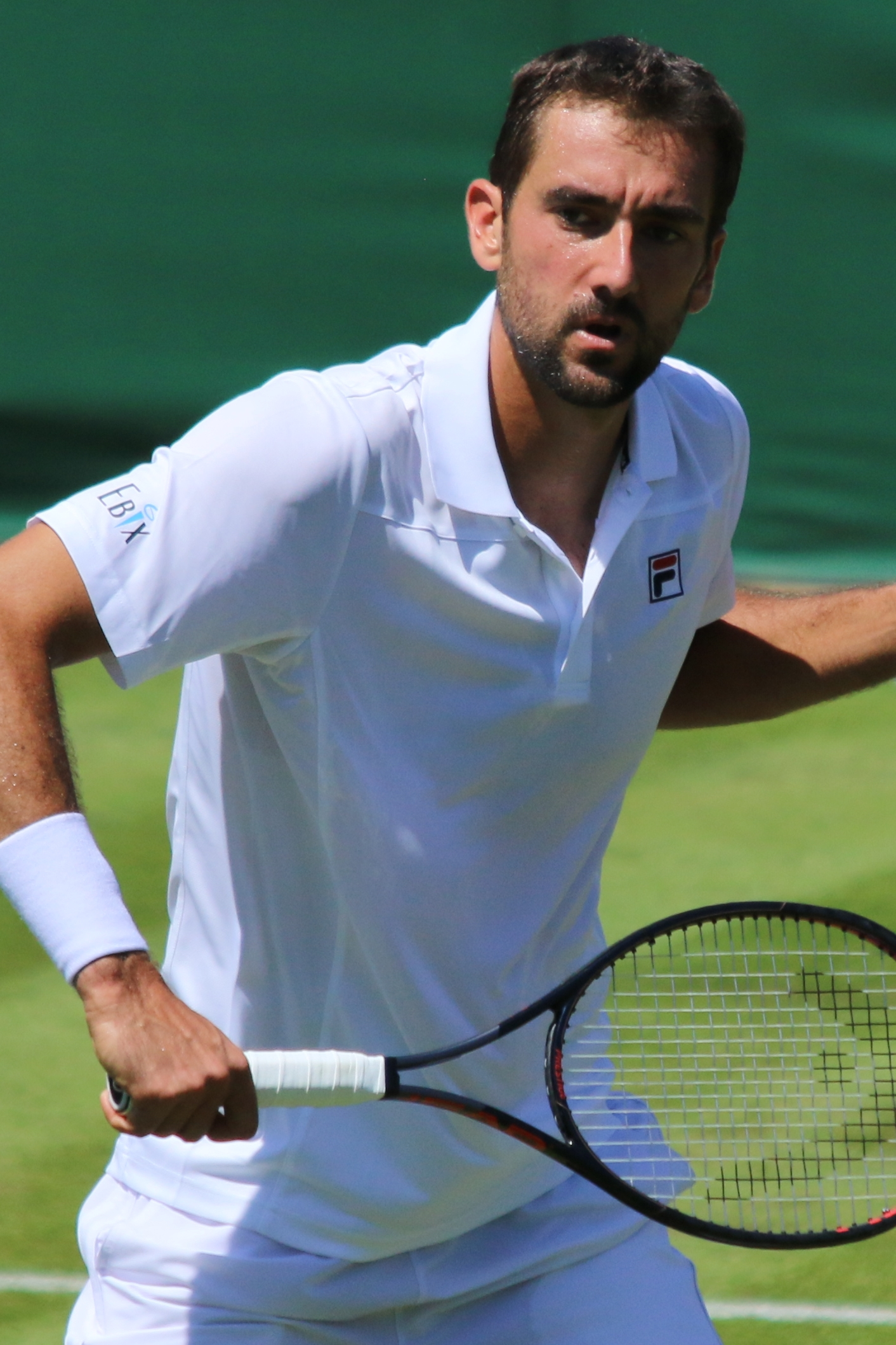
2018年ウィンブルドン選手権でのマリン・チリッチ

6月のゲリー・ウェバー・オープンは決勝でノバク・ジョコビッチに勝利し、ツアー18勝目を挙げる。しかし、前年に準優勝したウィンブルドン選手権は2回戦でギド・ページャに、雨天順延から再開後に3-6, 1-6, 6-4,7-6(3), 7-5で下す番狂わせを演じた逆転負けを喫した。
ナショナル・バンク・オープンではベスト8入り。準々決勝でラファエル・ナダルに敗れ、ウエスタン・アンド・サザン・オープンではベスト4入り。準決勝ではノバク・ジョコビッチに敗れた。全米オープンでは第7シードとして出場。3回戦でアレックス・デミノーを2セットダウンからの4-6, 3-6, 6-3, 6-4, 7-5のフルセットの逆転で破り、4回戦では第10シードのダビド・ゴファンにストレート勝ちを収めるが、準々決勝で第21シード錦織圭に6-2, 4-6, 6-7(5), 6-4, 4-6のフルセットで敗退した。ジャパン・オープン、上海マスターズ、スイス・インドアでは早期敗退。パリ・マスターズではベスト8入りして、準々決勝でノバク・ジョコビッチに敗れた。
2018年Nitto ATPファイナルズではグループステージでジョン・イズナーに勝利するも、ジョコビッチとアレクサンダー・ズベレフにストレートで敗れて、1勝2敗に終わった。年間最終ランキングは7位。

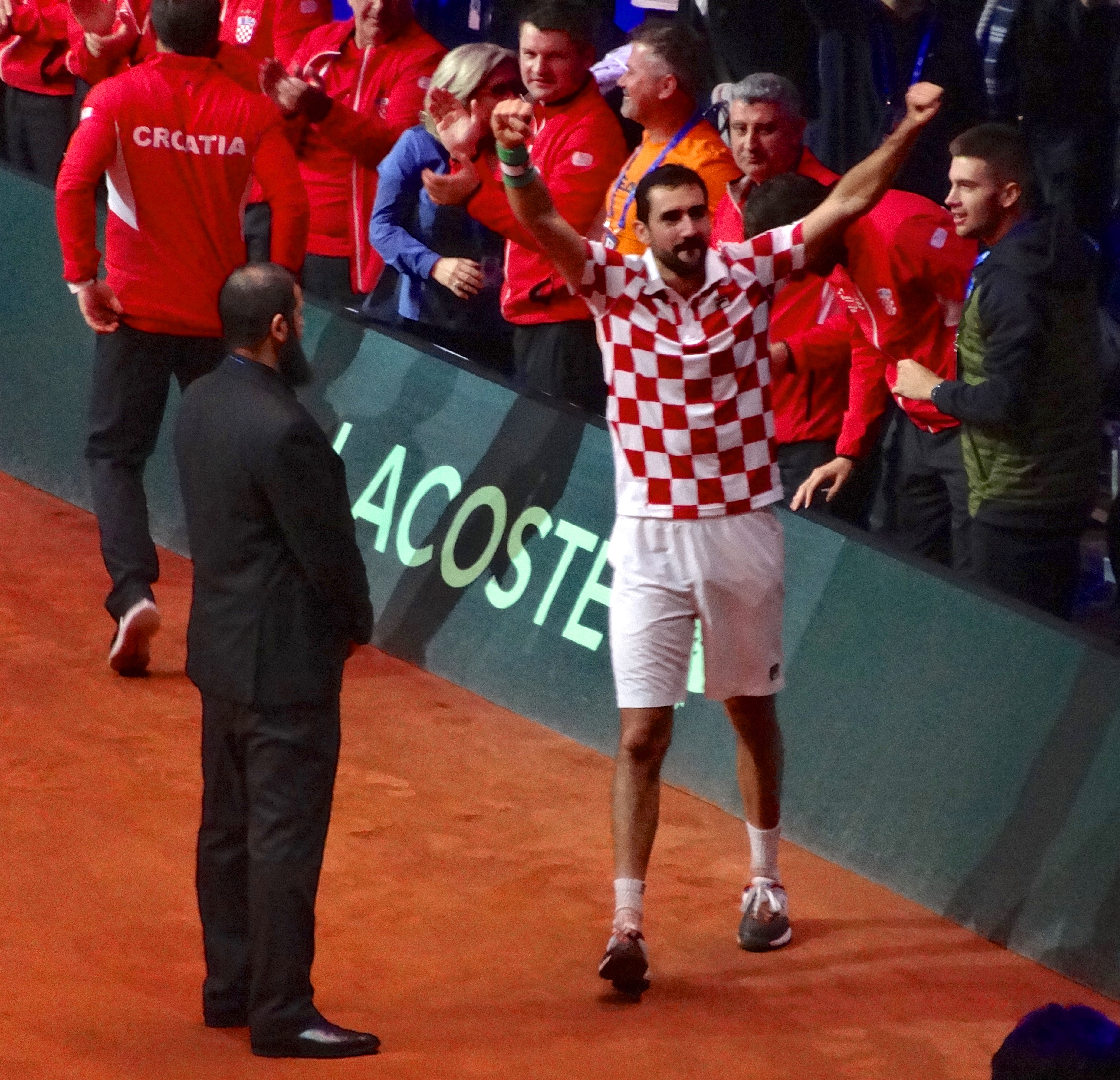
2018年デビス杯でのマリン・チリッチ

フランスと対戦したデビスカップ決勝ではシングルス二試合に出場。ジョー＝ウィルフリード・ツォンガとリュカ・プイユに勝利し、2005年以来のクロアチアの優勝に貢献した。また自身初のデビスカップ優勝となった。

### 2019年 ツアー通算500勝
全豪オープンでは第6シードとして出場。3回戦では第26シードのフェルナンド・ベルダスコを4-6, 3-6, 6-1, 7-6(8), 6-3のフルセットで撃破。4回戦では第22シードのロベルト・バウティスタ・アグートに7-6(6), 3-6, 2-3, 6-4, 4-6のフルセットの末に敗れた。BNPパリバ・オープンでは2回戦でデニス・シャポバロフに敗れた。マイアミ・オープンではアンドレイ・ルブレフに初戦敗退。春の大会で早期敗退が続いたため、約2年半ぶりにトップ10から陥落した。
モンテカルロ・マスターズではギド・ペラに初戦敗退。ムチュア・マドリード・オープンではベスト8入りしたが、準々決勝は食中毒のため準々決勝のノバク・ジョコビッチ戦を前に棄権した。BNLイタリア国際では2回戦でヤン＝レナード・ストルフに敗退。全仏オープンでは第11シードとして出場するも、2回戦でグリゴール・ディミトロフに7-6(3), 4-3, 6-4, 6-7(2), 3-6のフルセットの末に敗れた。第11シードで迎えることになったウィンブルドン選手権では2回戦でジョアン・ソウザに4-6, 4-6, 4-6のストレートで敗退。
ロジャーズ・カップでは3回戦でドミニク・ティエムに敗れた。ウエスタン・アンド・サザン・オープンではラドゥ・アルボットに初戦敗退。全米オープンでは第22シードとして出場して、3回戦で第14シードのジョン・イズナーとの激戦を勝ち抜き、4回戦進出。4回戦では第2シードのラファエル・ナダルに3-6, 6-3, 1-6, 2-6で敗れた。
上海マスターズではアルベルト・ラモス＝ビノラスに初戦敗退。クレムリン・カップでは準決勝でアンドレイ・ルブレフに敗れるも、ツアー通算500勝を記録した。パリ・マスターズの2回戦ではスタン・ワウリンカに敗れた。2007年以来となるツアー優勝なしの年となった。年間最終ランキングは39位。

### 2020年 ATP杯初出場
ATPカップではクロアチア代表として出場するも、ラウンドロビン敗退。

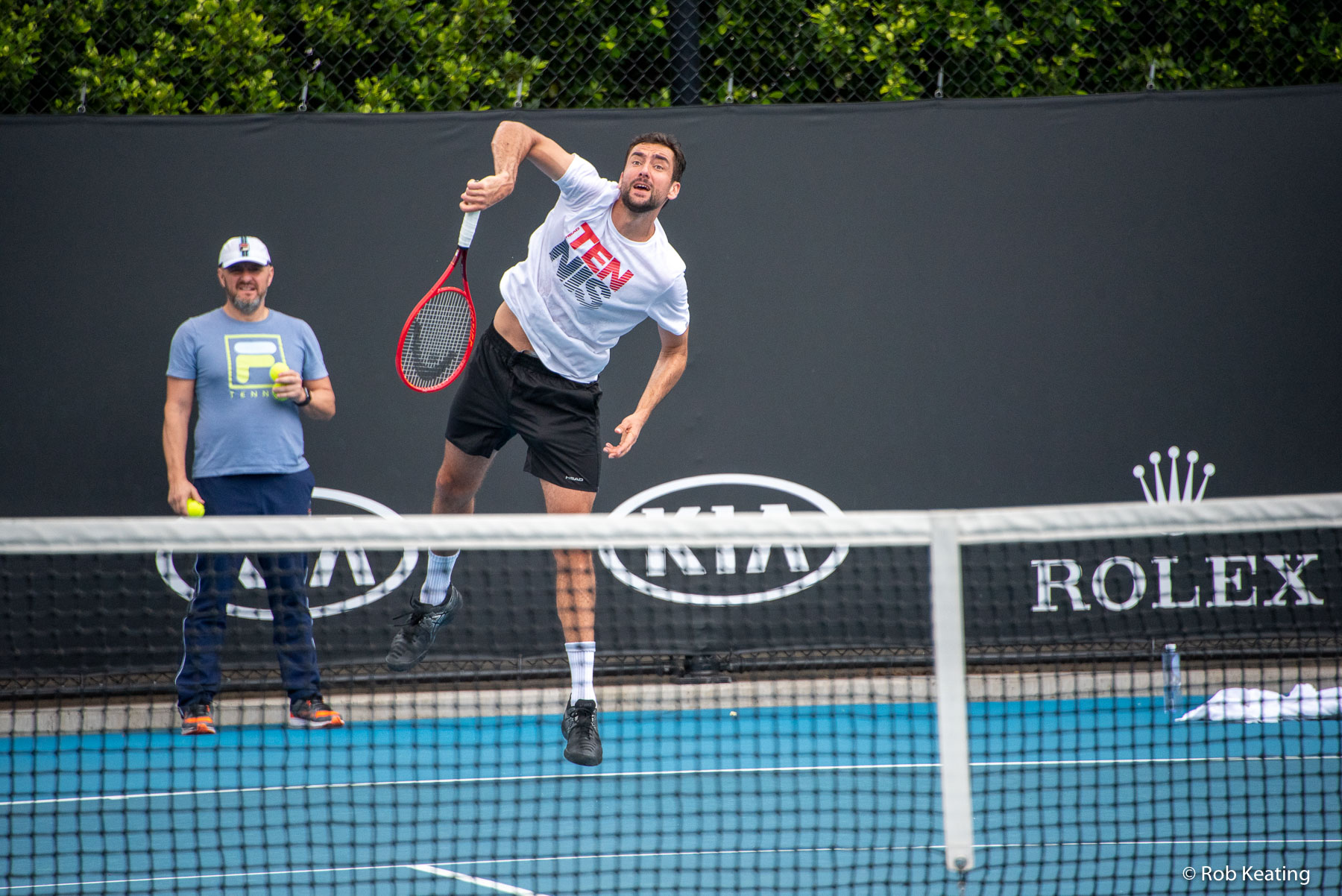
2020年全豪オープンでのマリン・チリッチ

全豪オープンではノーシードで挑み、3回戦で世界ランキング9位のロベルト・バウティスタ・アグートを6-7(3), 6-4, 6-0, 5-7, 6-3のフルセットで破り、4回戦進出。4回戦ではミロシュ・ラオニッチに4-6, 3-6, 5-7のストレートで破れた。
ウエスタン・アンド・サザン・オープンではデニス・シャポバロフに初戦敗退。全米オープンでは3回戦で第2シードのドミニク・ティームに2-6, 2-6, 6-3, 3-6で敗れた。BNLイタリア国際では2回戦でダビド・ゴファンを破るも、3回戦でキャスパー・ルードに敗れた。全仏オープンでは1回戦で第3シードのティエムと対決して、4-6, 3-6, 3-3のストレートで敗退した。パリ・マスターズでは3回戦でウゴ・アンベールに敗戦。年間最終ランキングは42位。

### 2021年 五輪銀メダル ツアー20勝目 デビス杯準優勝
全豪オープンでは1回戦で第18シードのグリゴール・ディミトロフ に4-6, 2-3, 6-7(5)のストレートで初戦敗退。マイアミ・オープンでは4回戦まで進出するも、アンドレイ・ルブレフに敗れた。
モンテカルロ・マスターズではダビド・ゴファンに初戦敗退。BNLイタリア国際では2回戦でステファノス・チチパスに敗れた。全仏オープンでは2回戦で第8シードのロジャー・フェデラーに2-6, 6-2, 6-7(4), 2-6で敗退。
メルセデス・カップ決勝ではフェリックス・オジェ＝アリアシムに7-6(2), 6-3で勝利し、3年ぶりの優勝をして、ツアー19勝目を挙げた。ウィンブルドン選手権では3回戦まで進出して、第2シードのダニール・メドベージェフに7-6(3), 6-3, 3-6, 3-6, 2-6の日を跨いでの熱戦の末にフルセットで敗れた。
東京五輪ではシングルスは2回戦でパブロ・カレーニョ・ブスタに敗退したが、イワン・ドディグと組んで出場したダブルスでは、日本の西岡良仁/ダニエル太郎組やシングルス連覇者のアンディ・マリー/ジョー・ソールズベリー組らを破り決勝進出。決勝では同胞で世界トップのニコラ・メクティッチ/マテ・パビッチ組に惜敗し、銀メダルを獲得した。
全米オープンでは1回戦のフィリップ・コールシュライバー戦で7-6(4), 7-6(3), 2-6, 1-6, 0-2の時点で途中棄権するも、クレムリン・カップで準優勝すると、続くサンクトペテルブルク・オープンでは決勝でテイラー・フリッツに勝利し、ツアー20勝目を挙げた。
デビスカップ2020ではクロアチア代表として、決勝ではロシアに敗れ、3年ぶりの優勝を逃し、準決勝。年間最終ランキングは29位。

### 2022年 全仏ベスト4

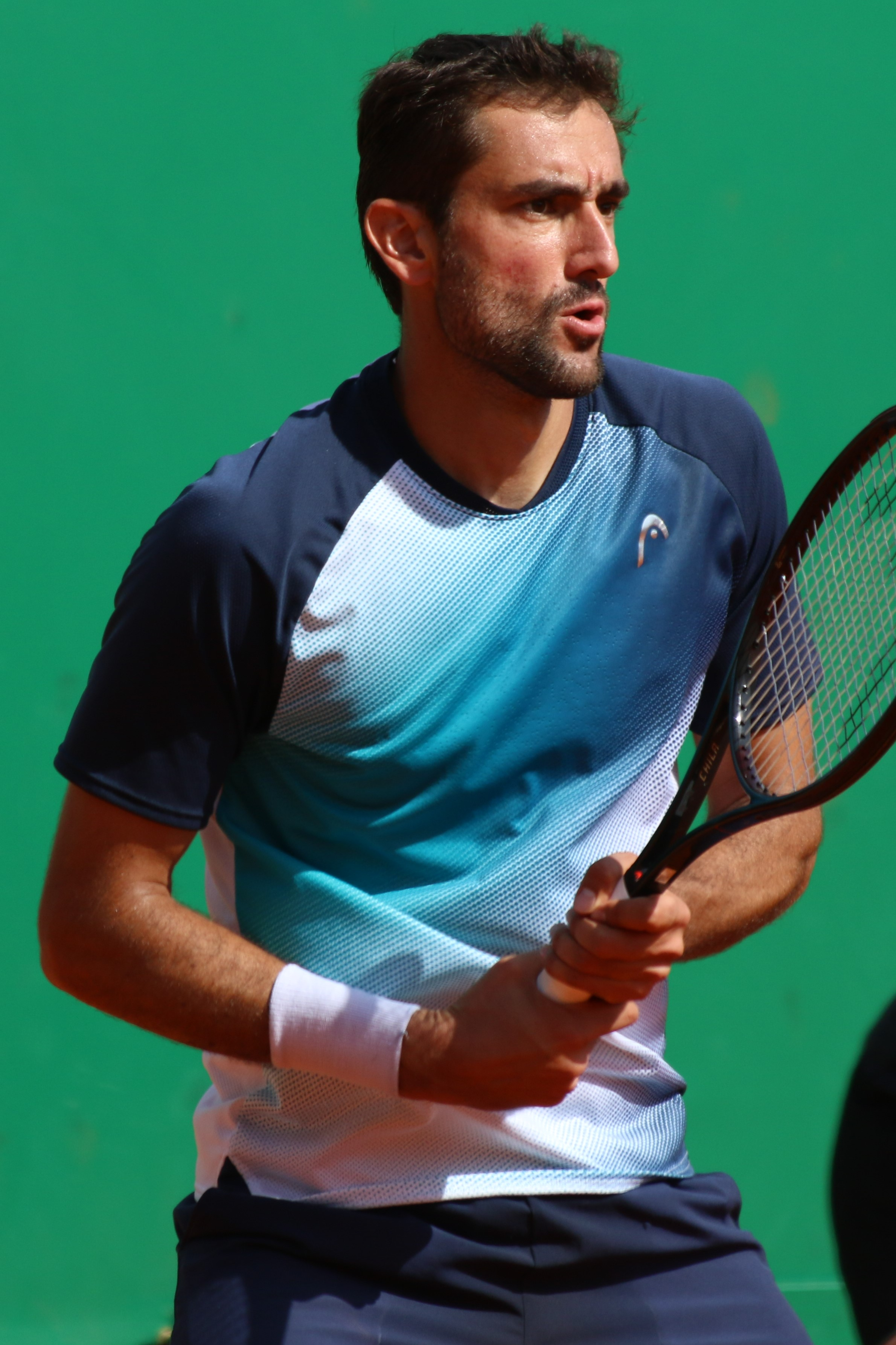
2022年モンテカルロ・マスターズでのマリン・チリッチ

アデレード国際1, 2ではともにベスト4入りし、この間にツアー通算550勝を達成した。全豪オープンでは3回戦で第5シードのアンドレイ・ルブレフを7-5, 7-6(3), 3-6, 6-3で破り、ベスト16入り。4回戦で第9シードのフェリックス・オジェ＝アリアシムに6-2, 6-7(7), 2-6, 6-7(4)で敗戦。
全仏オープンでは2回戦でマートン・フチョビッチに4-6, 6-4, 6-2, 6-3で、3回戦ではジル・シモンを6-0, 6-3, 6-2でストレートで下し、4回戦では第2シードのダニール・メドベージェフを6-2, 6-3, 6-2のストレートで圧倒して、2018年ぶりのベスト8入り。準々決勝では第7シードのアンドレイ・ルブレフを5-7, 6-3, 6-4, 3-6, 7-6(2)のフルセットの熱戦を制して同大会初のベスト4入り及び約4年ぶりにグランドスラム準決勝に駒を進め、数少ない四大大会すべてでベスト4をしたテニス選手となった。準決勝では第8シードのキャスパー・ルードに6-3, 4-6, 2-6, 2-6で敗れて、決勝進出を逃したがこの活躍により世界ランキング17位まで上昇し、トップ20位復帰となった。
全米オープンでは4回戦まで駒を進めるも、第3シードのカルロス・アルカラスに4-6, 6-3, 4-6, 6-4, 3-6のフルセットで敗れた。10月のテルアビブ・ウォータージェン・オープンでは決勝でノバク・ジョコビッチに3-6, 4-6で敗れ、準優勝を果たす。年間最終ランキングは17位。

### 2023年 怪我による長期離脱
年始のチェンナイ・オープン1回戦でロベルト・カルバレス・バエナを6-3, 3-6, 6-1で破るも、膝の負傷により準々決勝を前に棄権し、さらに全豪オープンも膝の怪我のため欠場。7月のクロアチア・オープンにもプロテクト・ランキングを利用して出場するも、フラビオ・コボッリに4-6, 3-6のストレートで初戦敗退。年間最終ランキングは676位。

### 2024年 ツアー21勝目

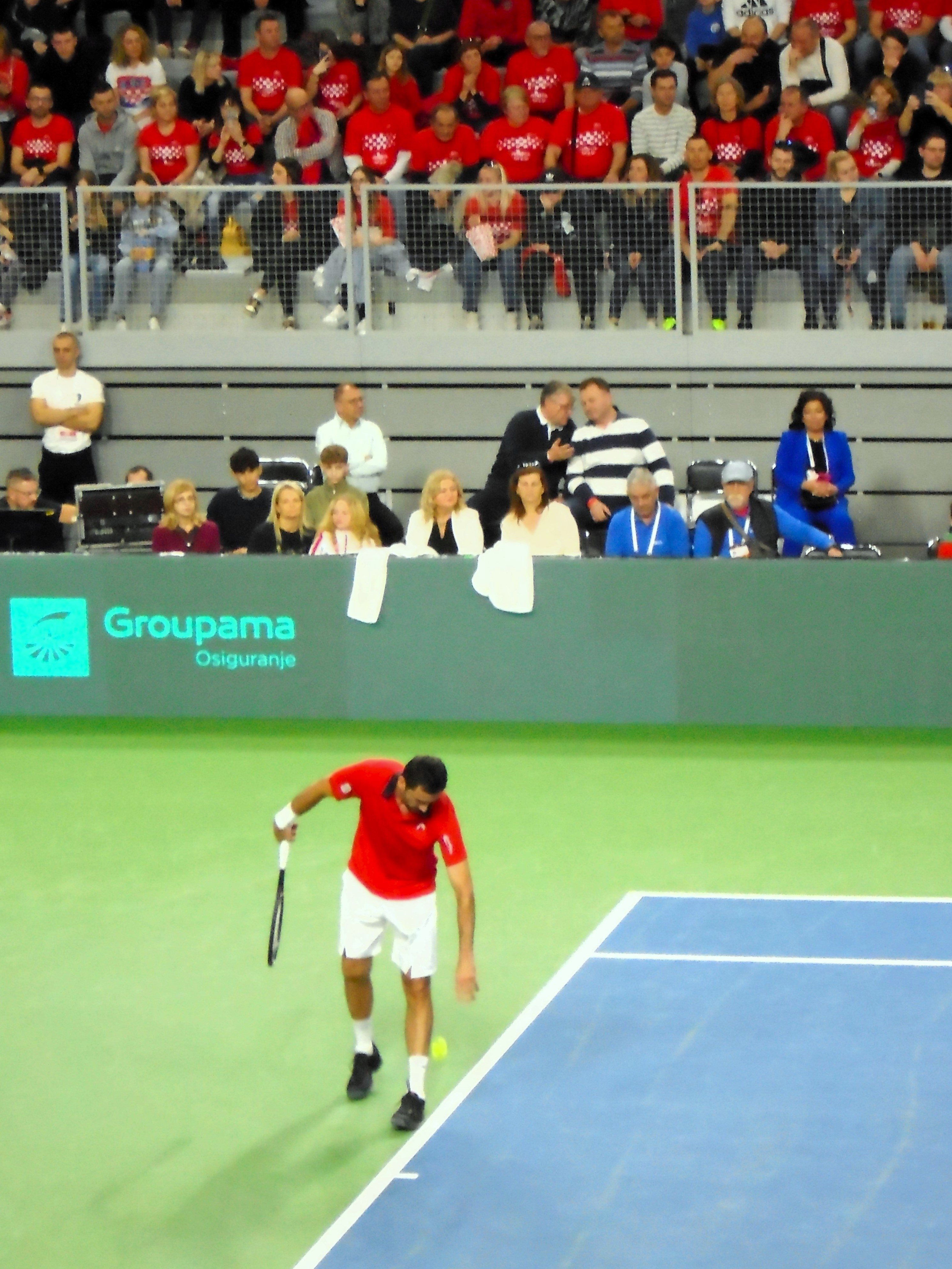
2024年デビスカップでのマリン・チリッチ

香港オープン1回戦では9本のマッチポイントを握るも、その勝機を逃してヤン＝レナード・ストルフに3-6, 6-7(4), 6-7(7)で初戦敗退。全豪オープンでは1回戦でファービアーン・マロジャーンを1-6, 6-2, 2-6, 5-7で初戦敗退。アルゼンチン・オープンではラスロ・ジェレに6-4, 3-6, 0-6で初戦敗退。2月には2024年デビスカップ予選ではベルギー戦でジズー・ベルグスを6-4, 4-6, 6-4で破る活躍を見せる。3月時点では世界ランキング1042位まで大幅に下降した。その後、7ヶ月ぶりに復帰して9月の杭州オープンでは決勝進出。決勝でジャン・ジジェンを7-6(5), 7-6(5)のストレートの接戦の末に勝利し、ツアー21勝目を挙げた。ジャパン・オープンでは錦織圭に4-6, 6-3, 3-6で敗れ、初戦敗退となった。大会後には世界ランキング211位まで回復させた。

### 2025年
ウィンブルドン選手権では2回戦で第4シードのジャック・ドレイパーを6-4, 6-3, 1-6, 6-3で破り、4年ぶり9度目の3回戦進出を果たした。

## 人物
趣味はサッカーでイタリアセリエAのACミランの大ファンである。

## プレースタイル
長身から放たれる高速サーブと安定したバックハンドショットが武器。サーブはこれまで体格の割にスピードが出ていなかったが、同じくサーブを武器としたゴラン・イワニセビッチをコーチに付けることにより威力が増加した。

## 主要大会決勝

### グランドスラム決勝

#### シングルス: 3 (1タイトル, 2準優勝)
| 結果   | 年     | 大会           | サーフェス | 対戦相手             | スコア                       |
| ------ | ------ | -------------- | ---------- | -------------------- | ---------------------------- |
| 優勝   | 2014年 | 全米オープン   | ハード     | 錦織圭               | 6-3, 6-3, 6-3                |
| 準優勝 | 2017年 | ウィンブルドン | 芝         | ロジャー・フェデラー | 3-6, 1-6, 4-6                |
| 準優勝 | 2018年 | 全豪オープン   | ハード     | ロジャー・フェデラー | 2-6, 7-6(7-5), 3-6, 6-3, 1-6 |

### マスターズ1000決勝

#### シングルス: 1 (1タイトル)
| 結果 | 年     | 大会         | サーフェス | 対戦相手         | スコア   |
| ---- | ------ | ------------ | ---------- | ---------------- | -------- |
| 優勝 | 2016年 | シンシナティ | ハード     | アンディ・マリー | 6-4, 7-5 |

### オリンピック決勝

#### ダブルス: 1 (1銀メダル)
| 結果   | 年     | 大会     | サーフェス | パートナー       | 対戦相手                            | スコア           |
| ------ | ------ | -------- | ---------- | ---------------- | ----------------------------------- | ---------------- |
| 準優勝 | 2021年 | 東京五輪 | ハード     | イワン・ドディグ | ニコラ・メクティッチ マテ・パビッチ | 4-6, 6-3, [6-10] |

## ATPツアー決勝進出結果

### シングルス: 37回 (21勝16敗)
| 大会グレード                    |
| グランドスラム (1–2)            |
| ATPファイナルズ (0–0)           |
| ATPツアー・マスターズ1000 (1–0) |
| オリンピック (0–0)              |
| ATPツアー500 (2–4)              |
| ATPツアー250 (17–10)            |

| サーフェス別タイトル |
| ハード (16–9)        |
| クレー (2–4)         |
| 芝 (3–3)             |
| カーペット (0–0)     |

| 結果   | No. | 決勝日         | 大会                 | サーフェス    | 対戦相手                         | スコア                       |
| ------ | --- | -------------- | -------------------- | ------------- | -------------------------------- | ---------------------------- |
| 優勝   | 1.  | 2008年8月23日  | ニューヘイブン       | ハード        | マーディ・フィッシュ             | 6-4, 4-6, 6-2                |
| 優勝   | 2.  | 2009年1月11日  | チェンナイ           | ハード        | ソムデブ・デブバルマン           | 6-4, 7-6(7-3)                |
| 優勝   | 3.  | 2009年2月8日   | ザグレブ             | ハード (室内) | マリオ・アンチッチ               | 6-3, 6-4                     |
| 準優勝 | 1.  | 2009年10月11日 | 北京                 | ハード        | ノバク・ジョコビッチ             | 2-6, 6-7(4-7)                |
| 準優勝 | 2.  | 2009年11月1日  | ウィーン             | ハード (室内) | ユルゲン・メルツァー             | 4-6, 3-6                     |
| 優勝   | 4.  | 2010年1月10日  | チェンナイ           | ハード        | スタン・ワウリンカ               | 7-6(7-2), 7-6(7-3)           |
| 優勝   | 5.  | 2010年2月7日   | ザグレブ             | ハード (室内) | ミヒャエル・ベラー               | 6-4, 6-7(5-7), 6-3           |
| 準優勝 | 3.  | 2010年5月9日   | ミュンヘン           | クレー        | ミハイル・ユージニー             | 3-6, 6-4, 4-6                |
| 準優勝 | 4.  | 2011年2月20日  | マルセイユ           | ハード (室内) | ロビン・セーデリング             | 7-6(10-8), 3-6, 3-6          |
| 準優勝 | 5.  | 2011年7月31日  | ウマグ               | クレー        | アレクサンドル・ドルゴポロフ     | 4-6, 6-3, 3-6                |
| 準優勝 | 6.  | 2011年10月9日  | 北京                 | ハード        | トマーシュ・ベルディハ           | 6-3, 4-6, 1-6                |
| 優勝   | 6.  | 2011年10月30日 | サンクトペテルブルク | ハード (室内) | ヤンコ・ティプサレビッチ         | 6-3, 3-6, 6-2                |
| 準優勝 | 7.  | 2012年5月6日   | ミュンヘン           | クレー        | フィリップ・コールシュライバー   | 6-7(8-10), 3-6               |
| 優勝   | 7.  | 2012年6月17日  | ロンドン             | 芝            | ダビド・ナルバンディアン         | 6-7(3-7), 4-3 失格           |
| 優勝   | 8.  | 2012年7月15日  | ウマグ               | クレー        | マルセル・グラノリェルス         | 6-4, 6-2                     |
| 優勝   | 9.  | 2013年2月10日  | ザグレブ             | ハード (室内) | ユルゲン・メルツァー             | 6-3, 6-1                     |
| 準優勝 | 8.  | 2013年6月16日  | ロンドン             | 芝            | アンディ・マリー                 | 7-5, 5-7, 3-6                |
| 優勝   | 10. | 2014年2月9日   | ザグレブ             | ハード (室内) | トミー・ハース                   | 6-3, 6-4                     |
| 準優勝 | 9.  | 2014年2月16日  | ロッテルダム         | ハード (室内) | トマーシュ・ベルディハ           | 4-6, 2-6                     |
| 優勝   | 11. | 2014年2月23日  | デルレイビーチ       | ハード        | ケビン・アンダーソン             | 7-6(8-6), 6-7(7-9), 6-4      |
| 優勝   | 12. | 2014年9月8日   | 全米オープン         | ハード        | 錦織圭                           | 6-3, 6-3, 6-3                |
| 優勝   | 13. | 2014年10月19日 | モスクワ             | ハード (室内) | ロベルト・バウティスタ・アグート | 6-4, 6-4                     |
| 優勝   | 14. | 2015年10月25日 | モスクワ             | ハード (室内) | ロベルト・バウティスタ・アグート | 6-4, 6-4                     |
| 準優勝 | 10. | 2016年2月21日  | マルセイユ           | ハード (室内) | ニック・キリオス                 | 2-6, 6-7(3-7)                |
| 準優勝 | 11. | 2016年5月21日  | ジュネーブ           | クレー        | スタン・ワウリンカ               | 4-6, 6-7(11-13)              |
| 優勝   | 15. | 2016年8月21日  | シンシナティ         | ハード        | アンディ・マリー                 | 6-4, 7-5                     |
| 優勝   | 16. | 2016年10月30日 | バーゼル             | ハード        | 錦織圭                           | 6-1, 7-6(7-5)                |
| 優勝   | 17. | 2017年5月7日   | イスタンブール       | クレー        | ミロシュ・ラオニッチ             | 7-6(7-3), 6-3                |
| 準優勝 | 12. | 2017年6月25日  | ロンドン             | 芝            | フェリシアーノ・ロペス           | 6-4, 6-7(2-7), 6-7(8-10)     |
| 準優勝 | 13. | 2017年7月16日  | ウィンブルドン       | 芝            | ロジャー・フェデラー             | 3-6, 1-6, 4-6                |
| 準優勝 | 14. | 2018年1月28日  | 全豪オープン         | ハード        | ロジャー・フェデラー             | 2-6, 7-6(7-5), 3-6, 6-3, 1-6 |
| 優勝   | 18. | 2018年6月24日  | ロンドン             | 芝            | ノバク・ジョコビッチ             | 5-7, 7-6(6-4), 6-3           |
| 優勝   | 19. | 2021年6月13日  | シュトゥットガルト   | 芝            | フェリックス・オジェ＝アリアシム | 7-6(6-2), 6-3                |
| 準優勝 | 15. | 2021年10月24日 | クレムリン           | ハード (室内) | アスラン・カラツェフ             | 2-6, 4-6                     |
| 優勝   | 20. | 2021年10月31日 | サンクトペテルブルク | ハード (室内) | テイラー・フリッツ               | 7-6(7-3), 4-6, 6-4           |
| 準優勝 | 16. | 2022年10月2日  | テルアビブ (en)      | ハード (室内) | ノバク・ジョコビッチ             | 3-6, 4-6                     |
| 優勝   | 21. | 2024年9月24日  | 杭州                 | ハード        | ジャン・ジジェン                 | 7-6(7-5), 7-6(7-5)           |

### ダブルス: 2回 (0勝2敗)
| 結果   | No. | 決勝日        | 大会     | サーフェス | パートナー       | 対戦相手                                | スコア           |
| ------ | --- | ------------- | -------- | ---------- | ---------------- | --------------------------------------- | ---------------- |
| 準優勝 | 1.  | 2011年7月30日 | ウマグ   | クレー     | ロブロ・ゾブコ   | シモーネ・ボレッリ ファビオ・フォニーニ | 3-6, 7-5, [7-10] |
| 準優勝 | 2.  | 2021年7月30日 | 東京五輪 | ハード     | イワン・ドディグ | ニコラ・メクティッチ マテ・パビッチ     | 4-6, 6-3, [6-10] |

## 4大大会優勝
- 全米オープン：1勝（2014年）

| 年   | 大会         | 対戦相手 | 試合結果      |
| ---- | ------------ | -------- | ------------- |
| 2014 | 全米オープン | 錦織圭   | 6-3, 6-3, 6-3 |

## 成績

### 4大大会
略語の説明
| W | F | SF | QF | #R | RR | Q# | LQ | A | Z# | PO | G | S | B | NMS | P | NH |

W=優勝, F=準優勝, SF=ベスト4, QF=ベスト8, #R=#回戦敗退, RR=ラウンドロビン敗退, Q#=予選#回戦敗退, LQ=予選敗退, A=大会不参加, Z#=デビスカップ/BJKカップ地域ゾーン, PO=デビスカップ/BJKカッププレーオフ, G=オリンピック金メダル, S=オリンピック銀メダル, B=オリンピック銅メダル, NMS=マスターズシリーズから降格, P=開催延期, NH=開催なし.
| 大会           | 2006 | 2007 | 2008 | 2009 | 2010 | 2011 | 2012 | 2013 | 2014 | 2015 | 2016 | 2017 | 2018 | 2019 | 2020 | 2021 | 2022 | 2023 | 2024 | 2025 | 通算成績 |
| -------------- | ---- | ---- | ---- | ---- | ---- | ---- | ---- | ---- | ---- | ---- | ---- | ---- | ---- | ---- | ---- | ---- | ---- | ---- | ---- | ---- | -------- |
| 全豪オープン   | A    | 1R   | 4R   | 4R   | SF   | 4R   | A    | 3R   | 2R   | A    | 3R   | 2R   | F    | 4R   | 4R   | 1R   | 4R   | A    | 1R   | A    | 35–15    |
| 全仏オープン   | A    | 1R   | 2R   | 4R   | 4R   | 1R   | 3R   | 3R   | 3R   | 4R   | 1R   | QF   | QF   | 2R   | 1R   | 2R   | SF   | A    | A    | 1R   | 31–17    |
| ウィンブルドン | A    | 1R   | 4R   | 3R   | 1R   | 1R   | 4R   | 2R   | QF   | QF   | QF   | F    | 2R   | 2R   | NH   | 3R   | A    | A    | A    | 4R   | 34–14    |
| 全米オープン   | LQ   | LQ   | 3R   | QF   | 2R   | 3R   | QF   | A    | W    | SF   | 3R   | 3R   | QF   | 4R   | 3R   | 1R   | 4R   | A    | A    |      | 41–13    |

※: 2013年ウィンブルドン2回戦の不戦敗は通算成績に含まない

### 大会最高成績
| 大会                 | 成績 | 年                     |
| -------------------- | ---- | ---------------------- |
| ATPファイナルズ      | RR   | 2014, 2016, 2017, 2018 |
| インディアンウェルズ | QF   | 2016                   |
| マイアミ             | QF   | 2013                   |
| モンテカルロ         | QF   | 2015, 2017, 2018       |
| マドリード           | QF   | 2019                   |
| ローマ               | SF   | 2018                   |
| カナダ               | QF   | 2008, 2018             |
| シンシナティ         | W    | 2016                   |
| 上海                 | SF   | 2017                   |
| パリ                 | SF   | 2016                   |
| オリンピック         | 3R   | 2016                   |
| デビスカップ         | W    | 2018                   |
| ATPカップ            | RR   | 2020                   |